# タイニイアリス
タイニイアリスは、東京都新宿区新宿二丁目にあった小劇場演劇の劇場である。

## 概要
1983年小劇場ブームの最盛期に新宿三丁目の雑居ビルの二階に開館。1995年に新宿二丁目に移転する。若手の登竜門として、新宿梁山泊の金守珍、演戯団コリペの李潤澤、少年王者舘の天野天街、燐光群の坂手洋二ら数多くの演劇人を輩出したほか、海外から劇団を招いた演劇祭・アリスフェスティバルなどを開催してきた。2015年4月5日に閉館した。
その後タイニイアリス跡地にシアター新宿スターフィールドが2017年4月1日に開場したが、両者の間に人的資本的関係はない。

## 公演していた劇団
- 少年王者館（1988年〜1998年）[4]
- 新宿梁山泊（1989年〜1996年）[5]
- 燐光群「トーキョー裁判」（1988年）[6]
- Fuらっぷ斜（1990年〜1992年）[7]
- 榴華殿（1990年〜1997年）[8]
- ク・ナウカ「トリステナ-女に負けられない男たち」（1995年）[9]
- ゴキブリコンビナート（2009年〜2015年）[10]